# Mémorandum de Charm el-Cheikh
Le Mémorandum de Charm el-Cheikh est un document signé le 4 septembre 1999 à Charm el-Cheikh par Ehud Barak, Premier ministre israélien, et Yasser Arafat, Président de l'Organisation de libération de la Palestine (OLP) et de l'Autorité nationale palestinienne, en présence de Madeleine Albright, Secrétaire d'État américaine, et cosigné par Hosni Moubarak, Président égyptien, et par Abdallah II, roi de Jordanie.
Le but de ce mémorandum est de mettre en application les différents accords israélo-palestiniens signés depuis septembre 1993:
- les accords d'Oslo de 1993,
- le protocole sur les relations économiques israélo-palestiniennes de 1994,
- l'accord du Caire de 1994 sur la nande de Gaza et la région de Jéricho,
- le traité de paix israélo-jordanien de 1994,
- l'accord sur le transfert de pouvoirs et de responsabilités entre Israël et l'OLP de 1994,
- le protocole sur le transfert supplémentaire de pouvoirs et de responsabilités de 1995.
- L'accord intérimaire sur la Cisjordanie et la bande de Gaza (Oslo II) de 1995.

## Points d'accord
Les deux partis s'entendent dans ce mémorandum sur plusieurs points:
1. la poursuite des discussions sur le statut permanent et parvenir par étapes à un Accord sur le statut final, en accord avec les Résolutions 242 et 338. Un calendrier de discussions de février à septembre 2000 doit permettre de traiter des questions de Jérusalem, des frontières définitives, des réfugiés palestiniens et des colonies israéliennes.
2. les redéploiements israéliens prévoient de transférer 7 % de la zone C en zone B au 5 septembre 1999; puis 2 % de la zone B en zone A au 15 novembre 1999; puis 1 % de la zone C et 5,1 % de la zone B en zone A au 20 janvier 2000. (Note: l'Autorité palestinienne a un contrôle total sur la zone A, un contrôle "civil" sur la zone B (le contrôle militaire reste israélien dans cette zone). Enfin, la zone C est totalement sous contrôle israélien.)
3. la libération de 350 prisonniers palestiniens des prisons militaires israéliennes.
4. la sécurité de point de passage et de routes entre Gaza et la Cisjordanie.
5. des aides pour le bon fonctionnement d'un port et de l'aéroport de Gaza.
6. la nécessité de créer un comité pour traiter la situation du lieu saint du Tombeau des Patriarches à Hébron avant le 13 septembre 1999.
7. la coordination israélo-palestinienne pour être plus efficace rapidement en cas de menaces ou d'actes terroristes.
8. l'appel à la communauté internationale pour continuer à aider financièrement le développement économique palestinien et le processus de paix israélo-palestinien.
9. la nécessité de créer un environnement favorable aux négociations en n'initiant aucune action qui préfigurerait du statut de la Cisjordanie et de la Bande de Gaza.

## Traduction de l'anglais publiée par le ministère français des affaires étrangères
Le Gouvernement de l'État d'Israël et l'Organisation de Libération de la Palestine s'engagent à appliquer totalement et réciproquement l'Accord intérimaire et tous les autres accords conclus depuis septembre 1993 (ci-après dénommés " les accords antérieurs "), ainsi que tous les engagements en suspens découlant des accords antérieurs. Sans préjudice des autres obligations figurant dans les accords antérieurs, les deux parties sont convenues des dispositions suivantes :
1. Négociations sur le statut permanent :
a. Dans le cadre de l'application des accords antérieurs, les deux parties reprendront les négociations sur le statut permanent à un rythme accéléré et s'efforceront avec détermination d'atteindre leur objectif commun de trouver un accord sur le statut permanent fondé sur l'ordre du jour arrêté, à savoir les questions spécifiques réservées aux négociateurs chargés du statut permanent et d'autres questions d'intérêt commun.
b. Les deux parties réaffirment qu'il est entendu que les négociations sur le statut permanent aboutiront à la mise en œuvre des résolutions 242 et 338 du Conseil de Sécurité.
c. Les deux parties s'efforceront avec détermination de conclure un accord-cadre sur toutes les questions liées au statut permanent dans un délai de cinq mois à compter de la reprise des négociations sur le statut permanent.
d. Les deux parties concluront un accord global sur toutes les questions liées au statut permanent dans un délai d'un an à compter de la reprise des négociations sur le statut permanent.
e. Les négociations sur le statut permanent reprendront après la mise en œuvre de la première étape de libération des prisonniers et de la deuxième étape des premier et deuxième redéploiements ultérieurs, et au plus tard le 13 septembre 1999. Dans le mémorandum de Wye River, les États-Unis avaient manifesté leur volonté de faciliter ces négociations.
2. Phase un et phase deux des redéploiements ultérieurs :
La partie israélienne prend les engagements suivants en ce qui concerne les phases un et deux des redéploiements ultérieurs :
a. le 5 septembre 1999, transfert de 7 % de la zone C à la zone B ;
b. le 15 novembre 1999, transfert de 2 % de la zone B à la zone A et de 3 % de la zone C à la zone B ;
c. le 20 janvier 2000, transfert de 1 % de la zone C à la zone A, et de 5,1 % de la zone B à la zone A.
3. Libération des prisonniers :
a. Les deux parties créeront un comité mixte chargé de suivre les questions liées à la libération de prisonniers palestiniens.
b. Le Gouvernement d'Israël libérera des prisonniers palestiniens et d'autres prisonniers qui ont commis leurs infractions avant le 13 septembre 1993 et qui ont été arrêtés avant le 4 mai 1994. Le Comité mixte arrêtera la liste des prisonniers qui seront libérés durant les deux premières étapes. Ces listes seront soumises aux autorités compétentes par l'intermédiaire du Comité de suivi et de pilotage.
c. La première étape de libération de prisonniers se déroulera le 5 septembre 1999 et concernera 200 prisonniers. La deuxième étape de libération de prisonniers aura lieu le 8 octobre 1999 et concernera 150 prisonniers.
d. Le Comité mixte recommandera d'autres noms de prisonniers à libérer qui seront soumis aux autorités compétentes par l'intermédiaire du Comité de suivi et de pilotage.
e. La partie israélienne s'efforcera de libérer des prisonniers palestiniens avant le prochain Ramadan.
4. Comités :
a. Le Comité sur le troisième redéploiement ultérieur lancera ses activités au plus tard le 13 septembre 1999.
b. Le Comité de suivi et de pilotage, tous les comités intérimaires (le Comité conjoint de coordination et de coopération pour les affaires civiles, le Comité économique mixte, le Comité mixte pour la sécurité, le Comité pour les questions juridiques, le Comité pour les relations entre les personnes), ainsi que les comités figurant dans le Mémorandum de Wye River reprendront et/ou poursuivront leurs activités respectives au plus tard le 13 septembre 1999. À l'ordre du jour du Comité de suivi et de pilotage figureront notamment l'An 2000, les projets entre donateurs et Palestiniens dans la zone C, et la question des propriétés industrielles.
c. Le Comité permanent sur les personnes déplacées reprendra ses activités le 1er octobre 1999 (article XXVII de l'Accord intérimaire).
d. Au plus tard le 30 octobre 1999, les deux parties appliqueront les recommandations du Comité économique ad hoc (article III-6 du Mémorandum de Wye River).
5. Voies de passage sûr :
a. L'exploitation de l'itinéraire sud des voies de passage sûr pour la circulation des personnes, des véhicules et des marchandises débutera le 1er octobre 1999 (Annexe I, Article X de l'Accord intérimaire) conformément aux détails du fonctionnement qui seront énoncés dans le Protocole relatif aux voies de passage sûr qui devra être conclu par les deux parties au plus tard le 30 septembre 1999.
b. Les deux parties se mettront d'accord sur l'emplacement exact du point de passage sur l'itinéraire nord des voies de passage sûr conformément à l'Annexe I, Article X, disposition c-4, de l'Accord intérimaire, au plus tard le 5 octobre 1999.
c. Le Protocole relatif aux voies de passage sûr appliqué à l'itinéraire sud de ces voies de passage s'appliquera à l'itinéraire nord de ces voies de passage avec les modifications pertinentes convenues.
d. Dès qu'un accord aura été trouvé sur l'emplacement du point de passage sur l'itinéraire nord des voies de passage sûr, la construction des installations nécessaires et les procédures afférentes y débuteront et se poursuivront. Parallèlement, des installations temporaires seront mises en place pour l'exploitation de l'itinéraire nord au plus tard quatre mois à compter de l'accord sur l'emplacement exact du point de passage.
e. Entre l'exploitation du point de passage sud et du point de passage nord sur les voies de passage sûr, Israël facilitera la prise de dispositions pour la circulation entre la Cisjordanie et la bande de Gaza utilisant des itinéraires non protégés, autres que l'itinéraire sud des voies de passage sûr.
f. L'emplacement des points de passage ne préjuge pas des négociations sur le statut permanent (Annexe I, Article XX, disposition e, de l'Accord intérimaire).
6. Port maritime de Gaza :
Les deux parties se sont accordées sur les principes suivants pour faciliter et permettre les travaux de construction du port maritime de Gaza. Ces principes ne préjugent pas de l'issue des négociations sur le statut permanent ni n'anticipent sur leur issue.
a. La partie israélienne accepte que la partie palestinienne commence les travaux de construction ayant trait au port maritime de Gaza le 1er octobre 1999.
b. Les deux parties conviennent que le port maritime de Gaza ne sera pas exploité, d'aucune manière que ce soit, avant qu'elles n'aient conclu un protocole commun relatif au port maritime sur tous les aspects de son exploitation, notamment la sécurité.
c. Le port maritime de Gaza est un cas particulier, tout comme l'aéroport de Gaza, puisqu'il est situé dans une zone relevant de la responsabilité de la partie palestinienne et qu'il sert de voie de passage international. En conséquence, avec la conclusion d'un protocole commun relatif au port maritime, toutes les activités et modalités se rapportant à la construction du port doivent être conformes aux dispositions de l'accord intérimaire, notamment celles qui se rapportent aux voies de passage international, telles qu'elles ont été adaptées dans le protocole relatif à l'aéroport de Gaza.
d. La construction doit prévoir des dispositions adéquates pour assurer efficacement la sécurité et l'inspection douanière des personnes et des biens, ainsi que la création d'une zone de contrôle désignée dans le port.
e. Dans ce contexte, la partie israélienne facilitera à titre permanent les travaux se rapportant à la construction du port maritime de Gaza, y compris la circulation et le transport, à destination ou en provenance du port, des navires, équipements, ressources et matériaux nécessaires à la construction de celui-ci.
f. Les deux parties assureront la coordination de ces travaux, notamment la conception et la circulation, grâce à un dispositif conjoint.
7. Questions portant sur Hébron :
a. La route des Martyrs à Hébron sera ouverte à la circulation des véhicules palestiniens en deux phases. La première phase a été effectuée, la deuxième phase sera mise en œuvre au plus tard le 30 octobre 1999.
b. Le marché Hasbahe ouvrira au plus tard le 1er novembre 1999 conformément aux dispositions qui seront arrêtées par les deux parties.
c. Un comité de liaison conjoint de haut niveau se réunira au plus tard le 13 septembre 1999 pour réexaminer la situation au tombeau des patriarches (al Haram al Ibrahimi) (Annexe I, article VII de l'Accord intérimaire et procès-verbal américain des discussions à la date du 15 janvier 1998).
8. Sécurité :
a. Les deux parties agiront conformément aux accords antérieurs pour assurer le traitement immédiat, efficace et effectif de tout incident comportant une menace ou un acte de terrorisme, de violence ou d'incitation à la violence, qu'il soit le fait de Palestiniens ou d'Israéliens. À cette fin, ils coopéreront pour échanger des informations et coordonner les politiques et les activités. Chaque partie réagira immédiatement et efficacement lorsqu'un acte de terrorisme, de violence ou d'incitation à la violence surviendra ou risquera de survenir, et prendra toutes les mesures nécessaires pour prévenir cet incident.
b. Conformément aux accords antérieurs, la partie palestinienne s'engage à assumer ses responsabilités en matière de sécurité, de coopération à la sécurité, et ses obligations courantes, ainsi que d'autres questions découlant des accords antérieurs, et en particulier les obligations suivantes découlant du Mémorandum de Wye River :
1. poursuite du programme de collecte des armes illégales et rapport à ce sujet ;
2. arrestation des suspects et rapport à ce sujet ;
3. transmission à la partie israélienne de la liste des policiers palestiniens au plus tard le 13 septembre 1999 ;
4. début de l'examen de la liste par le Comité de suivi et de pilotage au plus tard le 15 octobre 1999.
9. Les deux parties appellent la communauté des donateurs internationaux à renforcer son engagement et son soutien financier au développement économique palestinien et au processus de paix israélo-palestinien.
10. Reconnaissant la nécessité de créer un climat propice aux négociations, les deux parties s'engagent à ne prendre aucune mesure qui changerait la situation en Cisjordanie ou dans la bande de Gaza, conformément à l'Accord intérimaire.
11. Les engagements devant être mis en œuvre à la date d'un jour férié ou d'un samedi seront appliqués le jour ouvrable suivant.